# زراعة محمية
الزراعة المحمية تعني إنتاج الخضار أو نباتات الزينة ضمن أنفاق أو دفيئات أو بيوت محمية كبيرة من البلاستيك الخفيف لتوفير ظروف نمو ملائمة ولحماية المحاصيل من تقلبات الطقس وأحياناً من الآفات، مما يساعد على إنتاج نباتات في غير مواسمها العادية وبوفرة مما يكثر الإنتاج ويقلل التكلفة ويضمن توفر المحاصيل بالأسواق طوال العام.

## الخصائص
يقع استعمال الزراعة المحمية أساسا لإنتاج الكثير من الخضار في غير مواسمها خاصة أن تكلفة المحميات أصبحت متوسطة والحصول عليها أصبح سهلاً واعتمادها على التقطير يساعد على توفير المياه حيث أن الزراعة المحمية بنظام التقطير تستهلك 10% مما تستهلكه الأنظمة الأخرى للزراعة. علماً أن البلاستك الخفيف يتوجب تغييره سنويا فيما يبقى الألمونيوم والذي يحمل البلاستيك طويلاً.

## معرض الصور

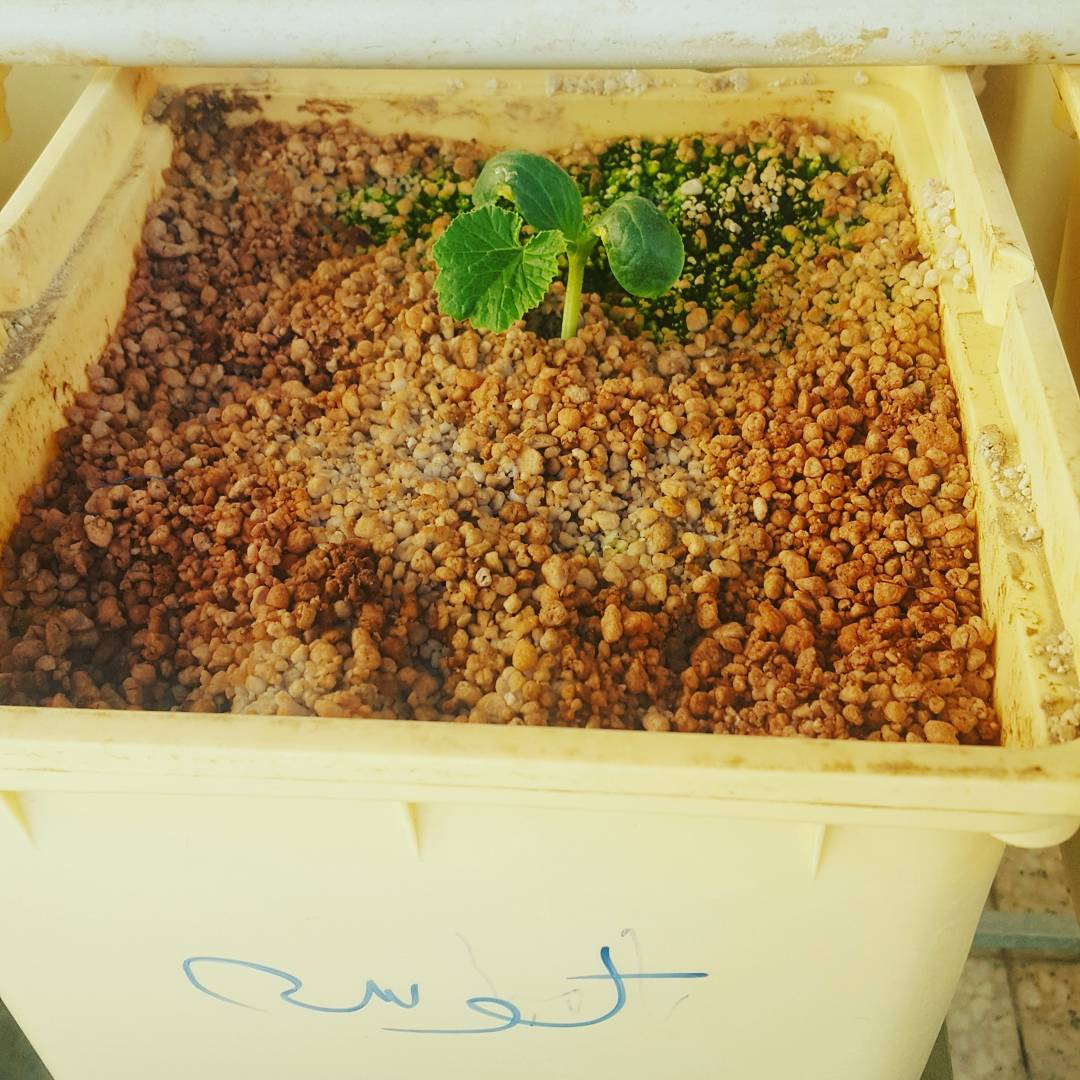
بدايات الانبات
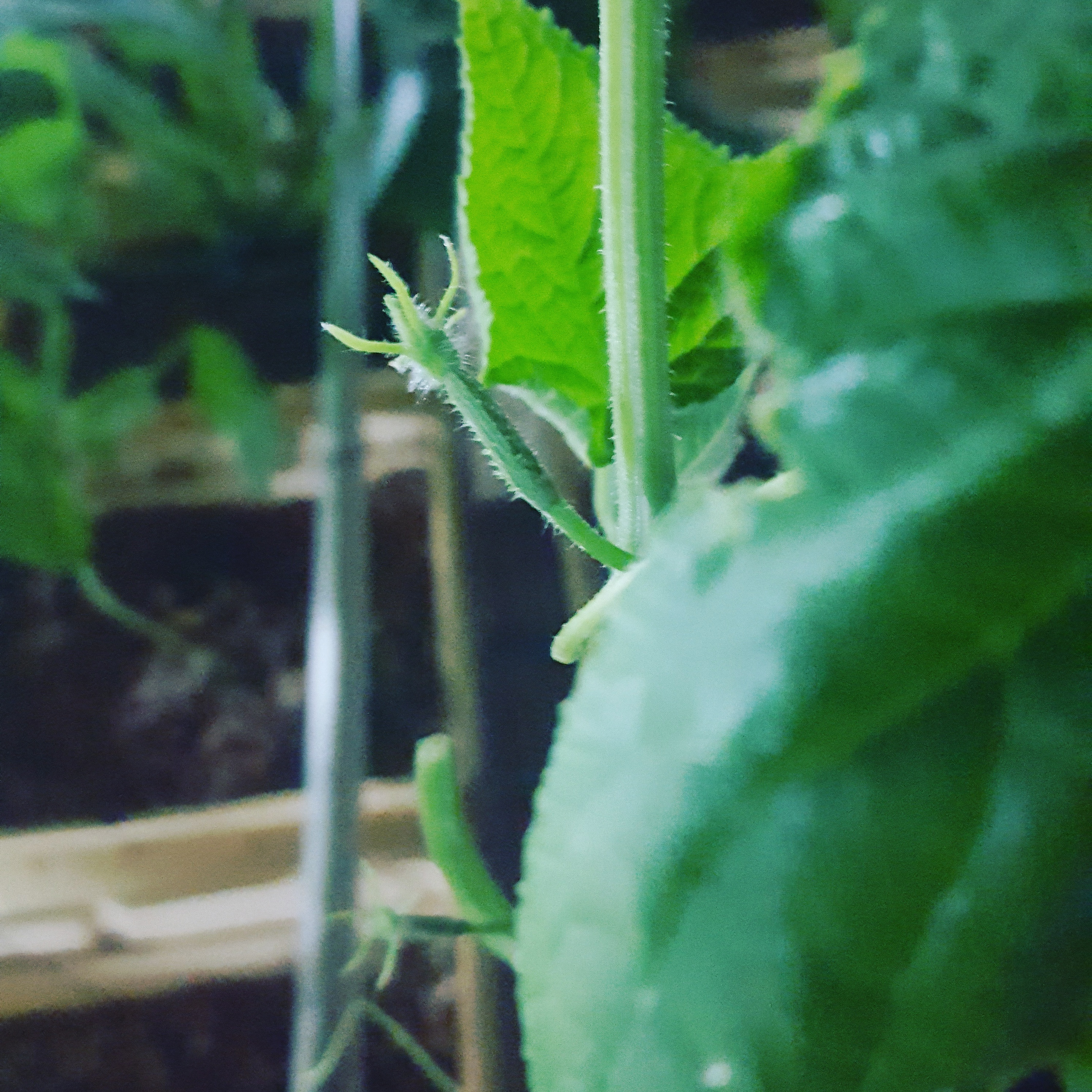
مرحلة التزهير و عقد الثمار لنبة الخيار